# Мілавчиці
Мілавчиці (пол. Miławczyce) — село в Польщі, у гміні Чарноцин Казімерського повіту Свентокшиського воєводства.
Населення — 143 особи (2011).
У 1975-1998 роках село належало до Келецького воєводства.

## Демографія
Демографічна структура на день 31 березня 2011 року:
|          | Загалом | Допрацездатний вік | Працездатний вік | Постпрацездатний вік |
| -------- | ------- | ------------------ | ---------------- | -------------------- |
| Чоловіки | 68      | 15                 | 39               | 14                   |
| Жінки    | 75      | 15                 | 35               | 25                   |
| Разом    | 143     | 30                 | 74               | 39                   |